# Film de super-héros

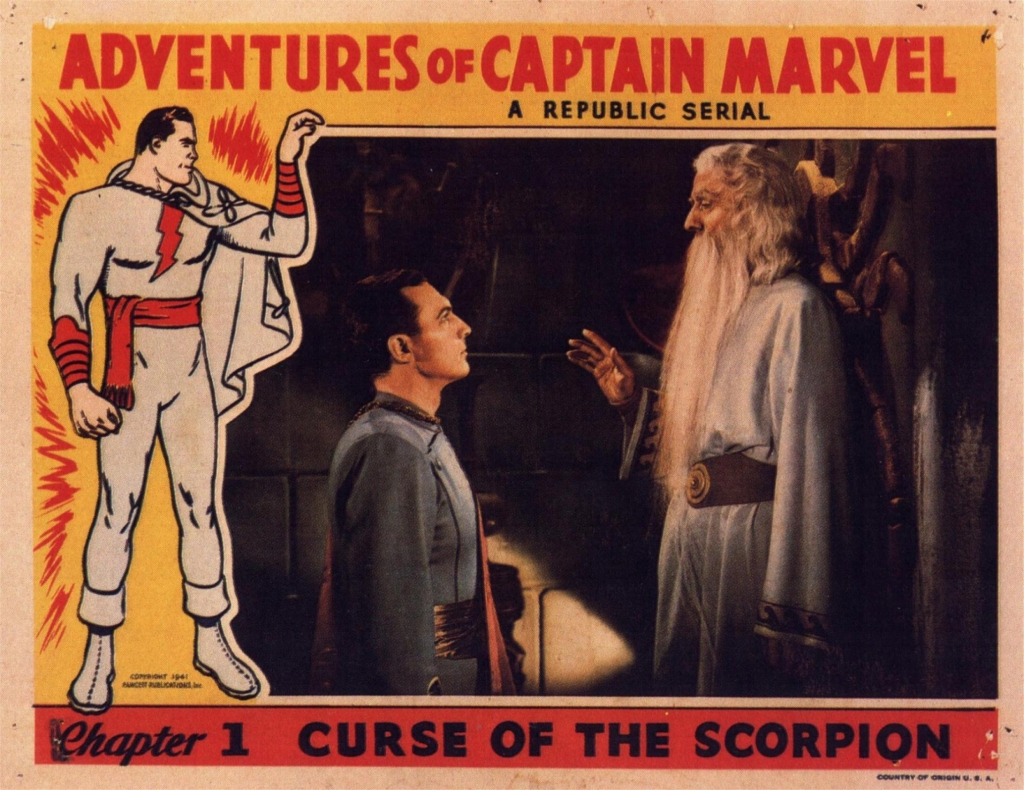
Le Capitaine Marvel,
serial sorti en salles en 1941.

Un film de super-héros est un sous-genre cinématographique appartenant au genre de la science-fiction, des films d'action, ou de la fantasy et mettant en scène les actions d'un ou plusieurs super-héros, individus qui possèdent des pouvoirs surhumains et s'en servent pour protéger la population. Ces films sont généralement orientés vers l'action et ont souvent en commun la présentation de l'origine des pouvoirs des super-héros ainsi que l'apparition d'un ou plusieurs super-vilains. La plupart des films de super-héros sont basés sur des comics, Marvel, DC et Dark Horse en étant les éditeurs les plus connus. D'autres, tels que Darkman, Les Indestructibles, Incassable, Hancock, Chronicle, Megamind, et On l'appelle Jeeg Robot sont des scénarios originaux.

## Historique
Peu après l'apparition des super-héros dans les comics, leurs aventures sont adaptées au cinéma sous forme de serial visant un jeune public, le premier étant Le Capitaine Marvel (Adventures of Captain Marvel) en 1941. Des serial sur Batman (1943), The Phantom (1943), Captain America (1944) et Superman (1948) suivent par la suite. Dans les années 1950 et 1960, le déclin des serial et l'instauration du Comics Code Authority met provisoirement fin au genre, à l'exception de la série télévisée Les Aventures de Superman, du film Batman (1966), directement inspiré de la série télévisée éponyme, de Danger : Diabolik ! (1968), de Mario Bava, basé sur le super-vilain italien Diabolik, et de la satire française Mister Freedom (1969).
En 1978, Superman, de Richard Donner, est le premier film moderne de super-héros et marque le renouveau du genre en étant un immense succès commercial. Il connaît plusieurs suites dans les années 1980 : Superman 2 (1980), Superman 3 (1983) et Superman 4 (1987) mais celles-ci ont de moins en moins de succès. Supergirl (1984) et Punisher (1989) sont des échecs, mais Batman, de Tim Burton, connaît un immense succès.
Dans les années 1990, les productions s'accélèrent. Darkman (1990), Les Aventures de Rocketeer (1991), The Shadow (1994), Power Rangers, le film (1995) et sa suite, Le Fantôme du Bengale (1996) connaissent des fortunes diverses, alors que Captain America (1990) et Les Quatre Fantastiques ne sortent même pas dans les salles. La série des Batman, Batman : Le Défi (1992), Batman Forever (1995), et Batman et Robin (1997), continue pour sa part à connaître le succès commercial. The Crow (1994), d'Alex Proyas, présente la caractéristique d'être beaucoup plus sombre et violent que les autres films de super-héros de cette époque, qui visent un jeune public. Le succès de The Crow ouvre la voie pour Spawn (1997) et Blade (1998), films plus orientés sur l'action et dont les héros sont plus sombres.
Mais c'est pendant les années 2000 que les films de super-héros prennent véritablement leur essor, plusieurs films basés sur l'univers Marvel se révélant être très profitables. La domination des films Marvel commence avec X-Men (2000), de Bryan Singer, et se confirme avec l'immense succès rencontré par Spider-Man (2002), de Sam Raimi. Blade 2 (2002), X-Men 2 (2003), Daredevil (2003), Spider-Man 2 (2004), Hulk (2004), Blade: Trinity (2004), The Punisher (2004), Les Quatre Fantastiques (2005), Elektra (2005), X-Men : L'Affrontement final (2006), Spider-Man 3 (2007), Les Quatre Fantastiques et le Surfer d'argent (2007), Ghost Rider (2007), Punisher : Zone de guerre (2008), et X-Men Origins: Wolverine (2009) sont tous basés sur l'univers Marvel et connaissent tous un succès commercial plus ou moins important (à l'exception d'Elektra et de Punisher: War Zone qui sont des échecs). En 2008, le producteur Kevin Feige lance sa vision d'un univers cinématographique Marvel dans lequel tous les films sont plus ou moins interconnectés. Cette introduction, sous la bannière de Marvel Studios, se déroule lors de la sortie du premier film du MCU, Iron Man réalisé par Jon Favreau, qui sera suivi quelque mois plus tard par L'Incroyable Hulk de Louis Leterrier. Il s'agît la d'un tournant pour le  film de super-héros tel qu'il était connu, mais aussi pour toute l'industrie cinématographique hollywoodienne, qui sera des années durant écrasée par la domination de Marvel au box-office.
Malgré tout, c'est un film basé sur l'univers DC Comics, The Dark Knight : Le Chevalier noir (2008) de Christopher Nolan, second volet d'une trilogie débuté par Batman Begins (2005), qui remporte le plus grand triomphe, aussi bien au niveau commercial (il est, en 2011, le film de super-héros à avoir rapporté le plus de recettes) que critique et à travers ses nombreuses récompenses (dont deux Oscars). Superman Returns (2006), de Bryan Singer, rencontre lui un succès mitigé au box-office (dû à un développement coûteux et extrêmement long), Watchmen (2009) de Zack Snyder est également un demi-échec et Catwoman (2004) est lui un ratage aussi bien financier qu'artistique. Il est à noter qu'un univers étendu DC, abrégé en « DCEU », emboîte le pas à Marvel à la suite des succès de la trilogie Batman de Christopher Nolan dans les années 2010, avec Man of Steel (2013) réalisé par Zack Snyder.
Hellboy (2004) et Hellboy 2 (2008), tous deux de Guillermo del Toro, sont quant à eux basés sur l'univers de Dark Horse Comics. Incassable (2000) de M. Night Shyamalan et Hancock (2008) sont des tentatives hors franchise. Les films de super-héros se déclinent également désormais sous forme de films d'animation, avec Les Indestructibles (2004) et Megamind (2010) notamment, alors que Ma super ex (2006) est un mélange entre film de super-héros et comédie romantique. Les films de super-héros sont également parodiés, comme dans Mystery Men (1999), The Specials (2000) et Super Héros Movie (2008).
Les films de super-héros continuent à sortir à un rythme encore plus soutenu pendant les années 2010. Kick-Ass (2010), Iron Man 2 (2010), Thor (2011), X-Men : Le Commencement (2011), Green Lantern (2011), Captain America: First Avenger (2011), Avengers (2012), The Dark Knight Rises (2012), The Amazing Spider-Man (2012), Ghost Rider 2 : L'Esprit de vengeance (2012), Man of Steel qui débute le DCEU en 2013, Wolverine : Le Combat de l'immortel (2013), Thor 2 (2013), Captain America : Le Soldat de l'hiver (2014), The Amazing Spider-Man : Le Destin d'un héros (2014), X-Men: Days of Future Past (2014), Les Gardiens de la Galaxie (2014), Avengers : L'Ère d'Ultron (2015), Les Quatre Fantastiques (2015), Ant-Man (2015), Deadpool (2016), Batman v Superman : L'Aube de la justice (2016), Captain America: Civil War (2016), X-Men: Apocalypse (2016), Suicide Squad (2016), Doctor Strange (2016), Logan (2017), Les Gardiens de la Galaxie Vol.2 (2017), Wonder Woman (2017), Spider-Man : Homecoming (2017), Thor : Ragnarok (2017), Justice League (2017), Black Panther (2018), Avengers: Infinity War (2018), Deadpool 2 (2018), Ant-Man et la Guêpe (2018), Venom (2018), Aquaman (2018), Captain Marvel (2019), Shazam! (2019), Avengers : Endgame (2019), Spider-Man Far From Home (2019), Birds of Prey (2020), Wonder Woman 1984 (2020), Zack Snyder's Justice League (2021), Black Widow (2021), The Suicide Squad (2021), Shang-Chi et la Légende des Dix Anneaux (2021), Venom : Let There Be Carnage (2021), Les Éternels (2021), Spider-Man : No Way Home (2021), The Batman (2022), Doctor Strange in the Multiverse of Madness (2022), Thor : Love and Thunder (2022), Black Adam (2022), Black Panther : Wakanda Forever (2022), Ant-Man et la Guêpe : Quantumania (2023), Shazam! La Rage des Dieux (2023), Les Gardiens de la Galaxie Vol.3 (2023), Blue Beetle (2023), The Marvels (2023), Aquaman et Le Royaume Perdu (2023), Deadpool et Wolverine (2024), Venom : The Last Dance (2024), Kraven The Hunter (2024), Captain America : Brave New World (2025), Thunderbolts* (2025), Superman (2025) et Les Quatre Fantastiques : Premiers Pas (2025) sont ainsi déjà sortis.
En 2012, Avengers réalisé par Joss Whedon entre dans le cercle très fermé des films ayant rapporté plus d'un milliard de dollars de recettes au box-office et détrône The Dark Knight en tant que plus grand succès commercial au cinéma pour un film de super-héros. Toutefois, il sera explosé par les scores d'Avengers : Infinity War et Avengers : Endgame, ce-dernier étant classé comme plus gros succès commerciale de genre super-héroïque encore en 2024, avec ses plus de 2,7 milliards de dollars de recettes. En 2021, Zack Snyder's Justice League, de Zack Snyder, director's cut du film Justice League (2017), devient le film de super-héros le plus long avec ses 4 heures et 2 minutes, record jusque-là détenu par la version longue de Watchmen : les Gardiens du même réalisateur (3 heures 30 minutes).

## Box-office mondial

### Films de super-héros
Cette liste non exhaustive présente les films de super-héros ayant rapporté le plus de recettes au box-office mondial et se base sur les informations données par le site Box Office Mojo (dernière mise à jour le 9 mai 2019).
| Classement | Titre                                         | Univers       | Budget        | Réalisateur              | Année | Recettes        |
| 1          | Avengers: Endgame                             | Marvel Comics | 356 000 000 $ | Anthony et Joe Russo     | 2019  | 2 797 501 328 $ |
| 2          | Avengers: Infinity War                        | Marvel Comics | 400 000 000 $ | Anthony et Joe Russo     | 2018  | 2 048 359 754 $ |
| 3          | Avengers                                      | Marvel Comics | 220 000 000 $ | Joss Whedon              | 2012  | 1 518 812 988 $ |
| 4          | Avengers : L'Ère d'Ultron                     | Marvel Comics | 250 000 000 $ | Joss Whedon              | 2015  | 1 405 403 694 $ |
| 5          | Black Panther                                 | Marvel Comics | 200 000 000 $ | Ryan Coogler             | 2018  | 1 346 913 161 $ |
| 6          | Iron Man 3                                    | Marvel Comics | 200 000 000 $ | Shane Black              | 2013  | 1 214 811 252 $ |
| 7          | Captain America: Civil War                    | Marvel Comics | 250 000 000 $ | Anthony et Joe Russo     | 2016  | 1 153 304 495 $ |
| 8          | Aquaman                                       | DC Comics     | 160 000 000 $ | James Wan                | 2018  | 1 147 661 807 $ |
| 9          | Spider-Man: Far From Home                     | Marvel Comics | 160 000 000 $ | Jon Watts                | 2019  | 1 131 927 996 $ |
| 10         | Captain Marvel                                | Marvel Comics | 175 000 000 $ | Anna Boden et Ryan Fleck | 2019  | 1 120 844 503 $ |
| 11         | The Dark Knight Rises                         | DC Comics     | 250 000 000 $ | Christopher Nolan        | 2012  | 1 084 439 099 $ |
| 12         | The Dark Knight : Le Chevalier noir           | DC Comics     | 185 000 000 $ | Christopher Nolan        | 2008  | 1 004 934 033 $ |
| 13         | Spider-Man 3                                  | Marvel Comics | 258 000 000 $ | Sam Raimi                | 2007  | 890 871 626 $   |
| 14         | Spider-Man: Homecoming                        | Marvel Comics | 175 000 000 $ | Jon Watts                | 2017  | 880 166 924 $   |
| 15         | Batman v Superman : L'Aube de la justice      | DC Comics     | 250 000 000 $ | Zack Snyder              | 2016  | 873 634 919 $   |
| 16         | Les Gardiens de la Galaxie Vol.2              | Marvel Comics | 200 000 000 $ | James Gunn               | 2017  | 863 756 051 $   |
| 17         | Venom                                         | Marvel Comics | 100 000 000 $ | Ruben Fleischer          | 2018  | 855 013 954 $   |
| 18         | Thor: Ragnarok                                | Marvel Comics | 180 000 000 $ | Taika Waititi            | 2017  | 853 977 126 $   |
| 19         | Wonder Woman                                  | DC Comics     | 150 000 000 $ | Patty Jenkins            | 2017  | 821 847 012 $   |
| 20         | Spider-Man                                    | Marvel Comics | 139 000 000 $ | Sam Raimi                | 2002  | 821 708 551 $   |
| 21         | Deadpool 2                                    | Marvel Comics | 110 000 000 $ | David Leitch             | 2018  | 785 046 920 $   |
| 22         | Spider-Man 2                                  | Marvel Comics | 200 000 000 $ | Sam Raimi                | 2004  | 783 766 341 $   |
| 23         | Deadpool                                      | Marvel Comics | 58 000 000 $  | Tim Miller               | 2016  | 783 112 979 $   |
| 24         | Les Gardiens de la Galaxie                    | Marvel Comics | 170 000 000 $ | James Gunn               | 2014  | 773 328 629 $   |
| 25         | The Amazing Spider-Man                        | Marvel Comics | 230 000 000 $ | Marc Webb                | 2012  | 757 930 663 $   |
| 26         | X-Men: Days of Future Past                    | Marvel Comics | 200 000 000 $ | Bryan Singer             | 2014  | 747 862 775 $   |
| 27         | Suicide Squad                                 | DC Comics     | 175 000 000 $ | David Ayer               | 2016  | 746 846 894 $   |
| 28         | Captain America : Le Soldat de l'hiver        | Marvel Comics | 170 000 000 $ | Anthony et Joe Russo     | 2014  | 714 264 267 $   |
| 29         | The Amazing Spider-Man : Le Destin d'un héros | Marvel Comics | 230 000 000 $ | Marc Webb                | 2014  | 708 982 323 $   |
| 30         | Doctor Strange                                | Marvel Comics | 165 000 000 $ | Scott Derrickson         | 2016  | 677 718 395 $   |
| 31         | Man of Steel                                  | DC Comics     | 225 000 000 $ | Zack Snyder              | 2013  | 668 045 518 $   |
| 32         | Justice League                                | DC Comics     | 300 000 000 $ | Zack Snyder              | 2017  | 657 924 295 $   |
| 33         | Thor : Le Monde des ténèbres                  | Marvel Comics | 170 000 000 $ | Alan Taylor              | 2013  | 644 571 402 $   |
| 34         | Hancock                                       |               | 150 000 000 $ | Peter Berg               | 2008  | 624 386 746 $   |
| 35         | Iron Man 2                                    | Marvel Comics | 200 000 000 $ | Jon Favreau              | 2010  | 623 933 331 $   |
| 36         | Ant-Man et la Guêpe                           | Marvel Comics | 162 000 000 $ | Peyton Reed              | 2018  | 622 674 139 $   |
| 37         | Logan                                         | Marvel Comics | 97 000 000 $  | James Mangold            | 2017  | 619 021 436 $   |
| 38         | Iron Man                                      | Marvel Comics | 140 000 000 $ | Jon Favreau              | 2008  | 585 174 222 $   |
| 39         | X-Men: Apocalypse                             | Marvel Comics | 178 000 000 $ | Bryan Singer             | 2016  | 543 934 787 $   |
| 40         | Ant-Man                                       | Marvel Comics | 130 000 000 $ | Peyton Reed              | 2015  | 519 311 965 $   |
| 41         | X-Men : L'Affrontement final                  | Marvel Comics | 210 000 000 $ | Brett Ratner             | 2006  | 459 359 555 $   |
| 42         | Thor                                          | Marvel Comics | 150 000 000 $ | Kenneth Branagh          | 2011  | 449 326 618 $   |
| 43         | Wolverine : Le Combat de l'immortel           | Marvel Comics | 120 000 000 $ | James Mangold            | 2013  | 414 828 246 $   |
| 44         | Batman                                        | DC Comics     | 35 000 000 $  | Tim Burton               | 1989  | 411 384 924 $   |
| 45         | X-Men 2                                       | Marvel Comics | 110 000 000 $ | Bryan Singer             | 2003  | 407 711 549 $   |
| 46         | Superman Returns                              | DC Comics     | 270 000 000 $ | Bryan Singer             | 2006  | 391 081 192 $   |
| 47         | Batman Begins                                 | DC Comics     | 150 000 000 $ | Christopher Nolan        | 2005  | 374 218 673 $   |
| 48         | X-Men Origins: Wolverine                      | Marvel Comics | 150 000 000 $ | Gavin Hood               | 2009  | 373 062 864 $   |
| 49         | Captain America: First Avenger                | Marvel Comics | 140 000 000 $ | Joe Johnston             | 2011  | 370 569 774 $   |
| 50         | Shazam!                                       | DC Comics     | 100 000 000 $ | David F. Sandberg        | 2019  | 356 438 235 $   |
| 51         | X-Men : Le Commencement                       | Marvel Comics | 160 000 000 $ | Matthew Vaughn           | 2011  | 353 624 124 $   |
| 52         | Batman Forever                                | DC Comics     | 100 000 000 $ | Joel Schumacher          | 1995  | 336 529 144 $   |
| 53         | Les Quatre Fantastiques                       | Marvel Comics | 100 000 000 $ | Tim Story                | 2005  | 330 579 719 $   |
| 54         | Superman                                      | DC Comics     | 55 000 000 $  | Richard Donner           | 1978  | 300 218 018 $   |

### Films d'animation de super-héros
Cette liste présente les films d'animation de super-héros ayant rapporté le plus de recettes au box-office mondial et se base sur les informations données par le site Box Office Mojo (dernière mise à jour le 9 mai 2019).
| Classement | Titre                      | Univers       | Budget        | Réalisateur                                     | Année | Recettes        |
| 1          | Les Indestructibles 2      | Disney        | 200 000 000 $ | Brad Bird                                       | 2018  | 1 242 805 359 $ |
| 2          | Les Nouveaux Héros         | Marvel Comics | 165 000 000 $ | Don Hall et Chris Williams                      | 2015  | 657 818 612 $   |
| 3          | Les Indestructibles        | Disney        | 92 000 000 $  | Brad Bird                                       | 2004  | 631 442 092 $   |
| 4          | Spider-Man: New Generation | Marvel Comics | 90 000 000 $  | Peter Ramsey, Bob Persichetti et Rodney Rothman | 2018  | 375 336 941 $   |
| 5          | Megamind                   |               | 130 000 000 $ | Tom McGrath                                     | 2010  | 321 885 765 $   |
| 6          | Lego Batman, le film       | DC Comics     | 80 000 000 $  | Chris Mckay                                     | 2017  | 310 850 384 $   |